# یواس‌اس موریس (۱۸۴۶قایق دو دگلی)
یواس‌اس موریس (۱۸۴۶قایق دو دگلی) (به انگلیسی: USS Morris (1846 schooner)) یک کشتی بود که طول آن ۸۳ فوت ۴ اینچ (۲۵٫۴۰ متر) بود. این کشتی در سال ۱۸۴۶ ساخته شد.